# قره‌دئین (آق‌داش)
قره‌دئین (به لاتین: Qaradeyin) یک منطقه مسکونی در جمهوری آذربایجان است که در شهرستان آق‌داش واقع شده است. قره‌دئین ۱۵۵۱ نفر جمعیت دارد.